# Premio Sergio Amidei

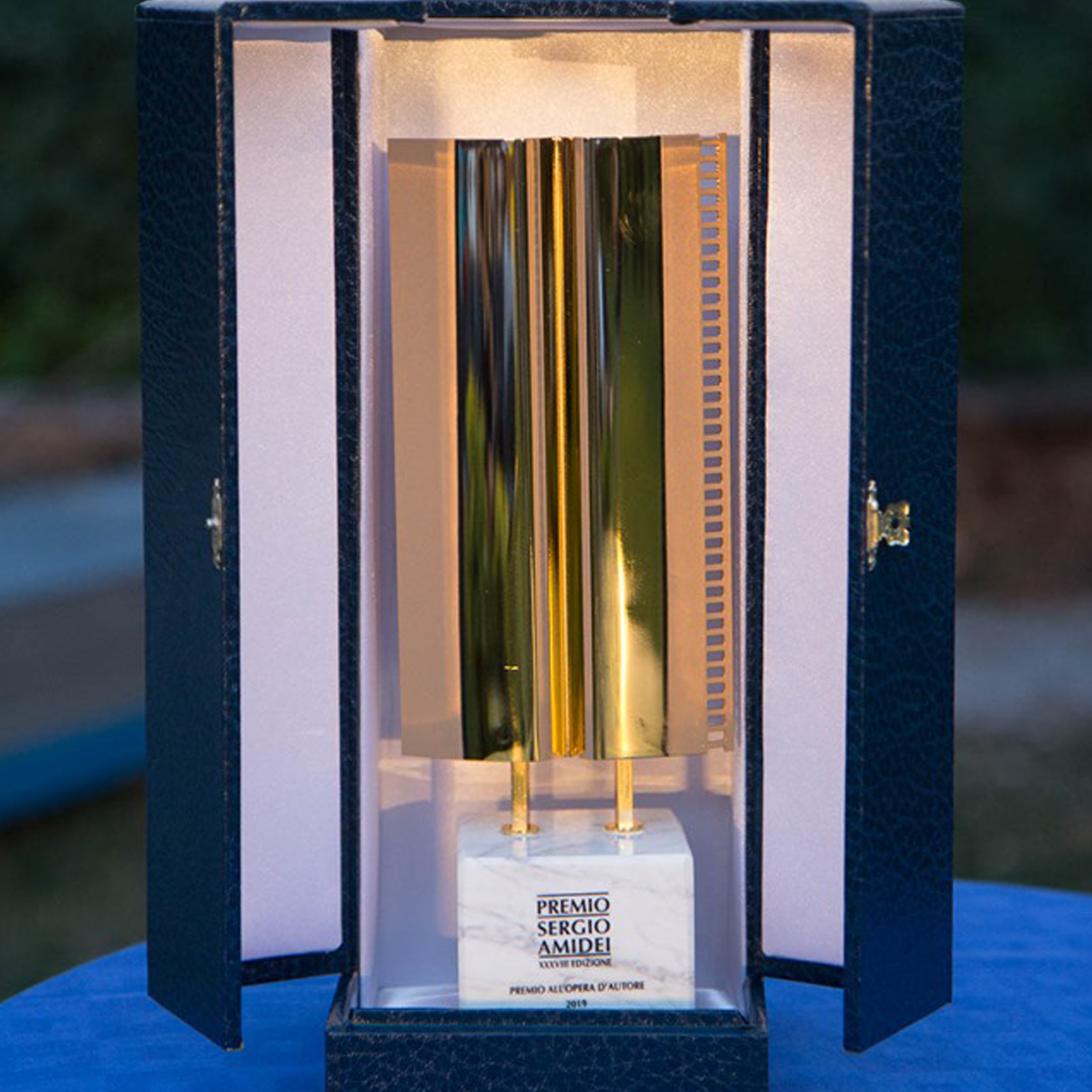
Premio diseñado por Remigio Gabellini.

El premio Sergio Amidei, oficialmente denominado Premio Internazionale alla Miglior Sceneggiatura Cinematografica “Sergio Amidei", es un premio cinematográfico italiano dedicado al guionista Sergio Amidei. El premio se entrega en Gorizia desde 1981.

## Historia
La idea de crear un premio dedicado al mejor guion nació en 1977, cuando el senador Darko Bratina conoció al guionista Sergio Amidei en el Festival Internacional de Cine de Belgrado. El objetivo era crear un evento cinematográfico que promocionara la escritura para el cine. El proyecto se puso en marcha en el verano de 1981, pocos meses después de la muerte de Amidei. Por ello, se decidió dedicarle la primera edición del Premio, que tuvo lugar del 1 al 9 de agosto en el castillo de Gorizia, donde se proyectaron 22 películas para las que escribió el guion. Las proyecciones también estuvieron acompañadas de unas mesas redondas en las que participaron numerosas personalidades del mundo del cine amigos o testigos de la obra de Amidei, entre ellos Alberto Sordi, Ettore Scola, Nanny Loy, Mario Monicelli, Carlo Lizzani, Agenore Incrocci, Furio Scarpelli, Giuliana Muscio, Gian Pietro Brunetta, Gianni Rondolino, Giovanna Ralli y Jean Girault.
Al año siguiente no se realizó el evento, pero en 1983 el municipio de Gorizia organizó una nueva revista, siempre en el castillo, titulada "Cine Cesare Zavattini ". En ese mismo año se entrega por primera vez el Premio Sergio Amidei al mejor guion. El jurado convocado para evaluar y luego premiar una de las películas en competencia estuvo integrado por Agenore Incrocci, Aldo Bernardini, Suso Cecchi D'Amico, Franco Cristaldi, Mario Monicelli, Giovanna Ralli y Ettore Scola. El primer guion premiado fue: Io, Chiara y la oscuridad, escrito por Francesco Nuti, Franco Ferrini, Enrico Oldoini y Maurizio Ponzi.
En 1992 nació la Asociación Cultural Sergio Amidei por iniciativa de Giuseppe Longo, además de director del Premio Sergio Amidei. Los miembros fundadores fueron: Giuseppe Longo, Nereo Battello, Darko Bratina, Dorella Cantarut, Gianvico Cian, Antonio Devetag, Aleš Doktorič, Marilise Andriolo, Dario Drufuca, Remigio Gabellini, Gabriella Gabrielli, Fabio Innocenti, Francesco Macedonio, Ivo Mauri, Igor Prinčič, Jacopo Rener, Ignazio Romeo y Rodolfo Ziberna. Posteriormente se sumaron Pierluigi Pintar, Anna Lenardi, Antonino Barba, Enrico Cavallero, Marta Macedonio y Francesco Donolato, actual presidente de la asociación.
Desde 2002, el Premio se organiza en colaboración con Dams Cinema Gorizia - Universidad de Udine, con el laboratorio "La cámara óptica" y CREA (Centro de Investigación de Procesamiento Audiovisual); al mismo tiempo se constituyó un comité científico integrado por los profesores Mariapia Comand, Roy Menarini, Sara Martin y Simone Venturini.
De 1981 a 2001, el Premio Sergio Amidei se llevó a cabo en el castillo de Gorizia. Desde la edición de 2002, el festival ha duplicado su oferta, proponiendo, durante el día, momentos de encuentro y proyecciones temáticas en el complejo que incluye el Palazzo del Cinema/Hiša Filma (Kinemax; laboratorio "La cámara óptica" y CREA; Mediateca. IR "Ugo Casiraghi" -Mediateca Provincial). Por otra parte, las grandes veladas y las entregas de premios continuaron celebrándose, hasta 2006, en el castillo de Gorizia, añadiéndose, junto al Premio al mejor guion, el Premio a la obra de autor (2002-actualidad) y el Premio a la ópera prima (2002-2012). De 2007 a 2020, estas actividades nocturnas tuvieron lugar dentro del Parque Coronini Cronberg en Gorizia, mientras que desde 2021 encontraron una nueva ubicación en Piazza Vittoria, en el centro de la ciudad. En 2013, se introdujo el Premio a la Cultura Cinematográfica.
El jurado de hoy está compuesto por Francesco Bruni, Silvia d'Amico, Massimo Gaudioso, Doriana Leondeff, Francesco Munzi, Giovanna Ralli, Marco Risi.

## Ganadores de los premios

### Mejor guion cinematográfico
- 2022 (ex aequo) Los hermanos De Filippo (2021)
- 2022 (ex aequo) Compartment No. 6 (2021)
- 2021 – Oriente - Última hora de la dictadura (2020)
- 2020 - Lejos (2019)
- 2019 – En mi piel (2018)
- 2018 – El insulto (2017)
- 2017 – Ternura (2017)
- 2016 - No seas malvado (2015)
- 2015 - Almas negras (2014)
- 2014 – Naturaleza muerta (2013)
- 2013 - Miel (2013)
- 2012 – Una separación (2011)
- 2011 – El ilusionista (2010)
- 2010 - Cocina del alma (2009)
- 2009 – Fortapasc (2009)
- 2008 - Non pensarci (2007)
- 2007 - Das Leben der Anderen (2006)
- 2006 - Incluso gratis está bien (2006)
- 2005 – Los bocadillos (2003)
- 2004 – Primer amor (2004)
- 2003 – El lugar del alma (2003)
- 2002 - Hable con ella (2002)
- 2001 – Plácido Rizzotto (2000)
- 2000 - Garage Olimpo (1999)
- 1999 - Fuera de este mundo (1999)
- 1998 - La vida es bella (1997)
- 1997 (ex aequo) – La bolsa de juego (1997)
- 1997 (ex aequo) - Ve ahora (1995)
- 1996 – Vacaciones de agosto (1996)
- 1995 - Antes de la lluvia (1994)
- 1994 - Lloviendo piedras (1993)
- 1993 - Caza de mariposas (1992)
- 1992 - Mejores amigos (1992)
- 1990 - Scugnizzi (1989)
- 1988 – Mi vida como un perro (1985)
- 1987 - Esperemos que sea una niña (1986)
- 1985 - The Killing Fields (1984)
- 1983 - Yo, Clare y la oscuridad (1982)

### Premio a la obra de autor
- 2022 – Michel Hazanivicius
- 2022 – Asghar Farhādi
- 2021 – Pupi Avati
- 2020 – Hermanos Dardenne
- 2019 – Margarethe Von Trotta
- 2018 – Mario Martone
- 2017 – Silvio Soldini
- 2016 – Carlos Verdone
- 2015 – Álex de la Iglesia
- 2014 – Carlos Mazzacurati
- 2013 – Patricio Leconte
- 2012 – Paolo y Vittorio Taviani
- 2011 – Premio especial a Franco Giraldi y Ettore Scola
- 2010 – Robert Guédiguian
- 2009 – Pablo Schrader
- 2008 – Giuliano Montaldo
- 2007 – Édgar Reitz
- 2006 – Win Wenders
- 2005 – Abbas Kiarostami
- 2004 - Ken Loach
- 2003 – Bertrand Tavernier
- 2002 – Fabio Carpi

### Premio a la Cultura Cinematográfica
- 2022 – ANAC - Asociación Nacional de Realizadores
- 2021 – Piera Detassis
- 2020 – Walter Veltroni
- 2019 – Sergio Toffetti
- 2018 – Paolo Mereghetti
- 2017 – Los niños del Cine América
- 2016 – Asociación 100 autores
- 2015 – Irene Bignardi
- 2014 - Fiesta de Hollywood
- 2013 – Vieri Razzini

### Premio Ópera prima
- 2012 - Soy Li (2011)
- 2011 - Cuerpo celestial (2011)
- 2010 - Diez inviernos (2009)
- 2009 - Pa-ra-da (2008)
- 2008 – El viento toma su turno (2005)
- 2007 – El aire salado (2006)
- 2006 – La tierra (2006)
- 2004 - Baile de tres pasos (2003)
- 2003 – Velocidad Máxima (2002)
- 2002 – El hombre extra (2001)

## enlaces externos
- «Sito ufficiale».

- Datos: Q110461564